# Timarcha aragonica
Timarcha aragonica (лат.)  — вид жуков из подсемейства хризомелин семейства листоедов.

## Распространение
Населяет территорию Испании.

## Подвиды
- Timarcha aragonica aragonica Balbi, 1892
- Timarcha aragonica spectacula Bechyné, 1962